# Praxis (zespół muzyczny)
Praxis – projekt muzyczny założony przez basistę i producenta muzycznego Billa Laswella.
Skład grupy od początku tworzą basista Bill Laswell, gitarzysta Buckethead, perkusista Bryan "Brain" Mantia oraz grający na istrumentach klawiszowych Bernie Worrell. Z grupą Praxis współpracowało wielu znanych muzyków, m.in. Les Claypool, Bootsy Collins, Iggy Pop, Serj Tankian, Mick Harris, John Zorn. Muzyka zespołu łączy wiele gatunków muzycznych, takich jak funk, hip-hop, jazz, heavy metal, czy też rock progresywny. Dużą rolę w muzyce grupy odgrywa improwizacja. Debiutem fonograficznym była wydana w 1992 płyta Transmutation (Mutatis Mutandis), zawierająca najbardziej znany utwór grupy Animal Behaviour.
29 czerwca 1996 roku grupa Praxis zagrała koncert w Sali Kongresowej w Warszawie. Zapis koncertu został wydany rok później na płycie Live in Poland oraz na wydawnictwie Warszawa z 1999 roku.

## Członkowie zespołu
- Bill Laswell – gitara basowa, syntezator
- Buckethead – gitara
- Bryan "Brain" Mantia – perkusja
- Bernie Worrell – instrumenty klawiszowe

## Dyskografia
Albumy studyjne
- 1992: Transmutation (Mutatis Mutandis)
- 1993: Sacrifist
- 1994: Metatron
- 1998: Mold
- 2008: Profanation (Preparation for a Coming Darkness)

Single
- 1992: Animal Behaviour

Live
- 1997: Live in Poland
- 1997: Transmutation Live
- 1999: Warszawa
- 2005: Zurich
- 2007: Tennessee 2004